# Alexander Wetterhall
Alexander Wetterhall (Gislaved, 12 de abril de 1986) es un ciclista sueco que compitió en las modalidades de carretera y montaña. Ganó una medalla de bronce en el Campeonato Europeo de Ciclismo de Montaña de 2008, en la prueba de campo a través por relevos.

## Palmarés

### Ciclismo de montaña
| Campeonato Europeo | Campeonato Europeo    | Campeonato Europeo | Campeonato Europeo         |
| Año                | Lugar                 | Medalla            | Competición                |
| ------------------ | --------------------- | ------------------ | -------------------------- |
| 2008               | St. Wendel (Alemania) | Medalla de bronce  | Campo a través por relevos |

### Ciclismo en ruta
2009
- Campeonato de Suecia Contrarreloj

2010
- FBD Insurance Rás
- 1 etapa del Ringerike G. P.

2011
- 3.º en el Campeonato de Suecia Contrarreloj

2012
- 3.º en el Campeonato de Suecia Contrarreloj

2013
- Tour de Drenthe

2014
- 2.º en el Campeonato de Suecia Contrarreloj
- 2.º en el Campeonato de Suecia en Ruta

2015
- 2.º en el Campeonato de Suecia Contrarreloj

2016
- Campeonato de Suecia Contrarreloj

2017
- 2.º en el Campeonato de Suecia Contrarreloj
- 3.º en el Campeonato de Suecia en Ruta

## Equipos
- Cyclesport.se (2009)
- Team Sprocket (2010)
- Endura Racing (2011-2012)
- Team NetApp-Endura (2013)
- Firefighters-Uppsala (2014)
- Tre Berg (2015-2017)
  - Tre Berg-Bianchi (2015-2016)
  - Tre Berg-Postnord (2017)